# Francesco (película)
Francesco es una película de 1989 dirigida por Liliana Cavani, que narra, en retrospectiva, la vida de San Francisco de Asís, hijo de hombre rico y posteriormente santo de la pobreza y fundador de los franciscanos. El guion se basa en el libro de Hermann Hesse San Francisco de Asís, que la misma directora ya había adaptado al cine en 1966. La película está protagonizada por Mickey Rourke como Francisco y Helena Bonham Carter como Clara de Asís. El compositor griego Vangelis compuso la banda sonora.
La película ganó tres premios y fue nominada para un cuarto. Danilo Donati ganó el Premio David de Donatello de 1989 al mejor diseño de producción. Fabio Bussotti ganó el premio del sindicato italiano como actor secundario. La directora Liliana Cavani fue nominada para la Palma de Oro en el Festival de cine de Cannes de 1989.

## Argumento
Criado como el hijo mimado de un comerciante, Francisco va a la guerra, sólo para regresar con un profundo horror por la sociedad que generó tal sufrimiento. En una escena, como un acto de renuncia, tira tras de sí mismo su elegante ropa delante de su padre y deja la casa desnudo y descalzo, uniéndose a los leprosos y mendigos en la zona más pobre de la ciudad. La película va narrando una serie de episodios de la vida posterior de Francisco, sin una narrativa coherente, hasta sus últimos días cuando recibe los estigmas, las heridas que sufrió Cristo en la crucifixión.

## Reparto
- Mickey Rourke - Francisco de Asís
- Helena Bonham Carter - Clara de Asís
- Andréa Ferréol - madre de Francesco (como Andrea Ferreol)
- Nikolaus Dutsch - Cardenal Colonna
- Peter Berling - obispo Guido de Asís
- Hanns Zischler - papa Inocencio III
- Mario Adorf - Cardenal Ugolino
- Paolo Bonacelli - padre de Francesco
- Fabio Bussotti - León de Asís
- Riccardo De Torrebruna - Pietro Cattani
- Alexander Dubin - Angelo (como Alekander Dubin)
- Edward Farrelly - Egidio
- Paolo Proietti - Pacífico
- Paco Reconti - Rufino
- Diego Ribon - Bernardo de Quintavalle